# Roncador Bank
Roncador Bank é maioritariamente um atol submerso de areia com várias ilhotas. Encontra-se ao oeste do Mar do Caribe na costa da América Central. Declarada oficialmente território dos Estados Unidos sob a Guano Islands Act de 1856, foi devolvido para a Colômbia em 17 de setembro de 1981, como resultado de um tratado assinado em 1972. É cerca de 15 por 6 quilômetros de tamanho, com uma área de 65 km² composta principalmente por uma lagoa. No norte se encontra Roncador Cay. Existem várias casas degradadas construídas pelas tropas estadunidenses durante a Crise dos mísseis de Cuba. Um antigo farol em desuso se localiza no extremo norte. Um novo farol está em funcionamento desde 1977.
Em 1894, o USS Kearsage naufragou em Roncador Bank.